# Kristofer Bladin

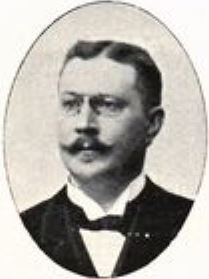
Kristofer Bladin.

Karl Fabian Kristofer Bladin, född 16 september 1859 i Botkyrka socken, Stockholms län, död 7 juni 1947 i Stockholm, var en svensk ingenjör.
Efter mogenhetsexamen 1878 utexaminerades Bladin från Kungliga Tekniska högskolan 1882. Han var elev vid Södertälje mekaniska verkstad 1878–1879 och vid Surahammars bruk 1882, ritare hos ingenjör Uhr 1882–1883, anställd vid Elektriska AB i Stockholm 1883–1890, vid Asea i Västerås 1891–1905 och ombudsman för de svenska elektriska firmorna från 1906.
Bladin var från 1883 Ludvig Fredholms högra hand och följde sedermera under flera decennier, slutligen som direktörsassistent, Aseas öden. Han började redan tidigt samla minnen från den första elektrifieringen i Sverige, och hopbringade grundstommen till Aseas museum, som så småningom växte till ett av landets större industriella museer.